# Cycloramphus dubius
Espèce
Synonymes
- Iliodiscus dubius Miranda-Ribeiro, 1920

Statut de conservation UICN

 LC  : Préoccupation mineure
Cycloramphus dubius est une espèce d'amphibiens de la famille des Cycloramphidae.

## Répartition
Cette espèce est endémique de l'Est de l'État de São Paulo au Brésil. Elle se rencontre entre 800 et 1 000 m d'altitude.

## Description
Les mâles mesurent jusqu'à 53,7 mm et les femelles jusqu'à 60,3 mm.

## Publication originale
- Miranda-Ribeiro, 1920 : O genero Telmatobius já foi constatado no Brasil ?. Revista do Museu Paulista, vol. 12, p. 261-271 (texte intégral).